# Al-Ghadka
Al-Ghadka (arab. الغدقة) – miejscowość w Syrii, w muhafazie Idlib. W 2004 roku liczyła 4576 mieszkańców.